# Cevico de la Torre
Cevico de la Torre est une commune espagnole de la province de Palencia, dans la communauté autonome de Castille-et-León.